# Pietà (Gabarnac)

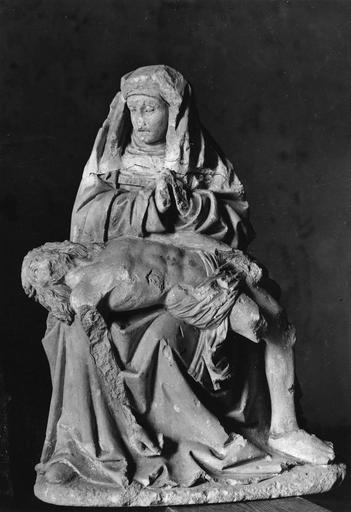
Pietà in Gabarnac

Die Pietà in der Kirche St-Seurin in Gabarnac, einer französischen Gemeinde im Département Gironde der Region Nouvelle-Aquitaine, wurde im 16. Jahrhundert geschaffen. Im Jahr 1971 wurde die Pietà als Monument historique in die Liste der denkmalgeschützten Objekte (Base Palissy) in Frankreich aufgenommen.
Die Skulpturengruppe aus Stein zeigt Maria mit dem Leichnam Jesu auf den Knien. Sie soll Ähnlichkeiten mit der Skulptur der heiligen Anna in der Kathedrale von Bordeaux aufweisen.